# Allium tripterum
Allium tripterum — вид рослин з родини амарилісових (Amaryllidaceae); ендемік західного Пакистану.

## Опис
Цибулина округла, 1–2 см в діаметрі; зовнішні оболонки коричневі, коричнево-чорні, внутрішні — білі. Стеблина до 60 см заввишки, гола, ребриста, на 1/3–1/2 вкрита листовими піхвами. Листків 2–4, лінійні, 3–5 мм завширшки, коротші або довші від стеблини, голі. Зонтик з 6–15 нещільно розташованими квітками. Листочки оцвітини еліптичні, ≈ 10 мм завдовжки, від світло-рожевого до білого кольору з пурпурними жилками, верхівка від гостра до тупої. Пиляки довжиною 2 мм, жовті.

## Поширення
Ендемік західного Пакистану.